# العلاقات القرغيزستانية الكوستاريكية
العلاقات القيرغيزستانية الكوستاريكية هي العلاقات الثنائية التي تجمع بين قيرغيزستان وكوستاريكا.

## مقارنة بين البلدين
هذه مقارنة عامة ومرجعية للدولتين:
| وجه المقارنة                                              | قيرغيزستان                      | كوستاريكا                                 |
| --------------------------------------------------------- | ------------------------------- | ----------------------------------------- |
| المساحة (كم2)                                             | 199.95 ألف                      | 51.10 ألف                                 |
| عدد السكان (نسمة)                                         | 6.20 مليون                      | 4.91 مليون                                |
| الكثافة السكانية (ن./كم²)                                 | 31.01                           | 96.09                                     |
| العاصمة                                                   | بيشكك                           | سان خوسيه                                 |
| اللغة الرسمية                                             | اللغة الروسية، اللغة القيرغيزية | اللغة الإسبانية                           |
| العملة                                                    | سوم قيرغيزستاني                 | كولون كوستاريكي                           |
| الناتج المحلي الإجمالي (بليون دولار)                      | 7.56 مليار                      | 57.06 مليار                               |
| الناتج المحلي الإجمالي (تعادل القوة الشرائية) بليون دولار | 20.45 مليار                     | 74.98 مليار                               |
| الناتج المحلي الإجمالي الاسمي للفرد دولار أمريكي          | 1.10 ألف                        | 11.26 ألف                                 |
| الناتج المحلي الإجمالي للفرد دولار أمريكي                 |                                 | 14.92 ألف                                 |
| مؤشر التنمية البشرية                                      | 0.655                           | 0.766                                     |
| رمز المكالمات الدولي                                      | +996                            | +506                                      |
| رمز الإنترنت                                              | .kg                             | .cr، قائمة نطاقات المستوى الأعلى للإنترنت |
| المنطقة الزمنية                                           | ت ع م+06:00                     | 00                                        |

## منظمات دولية مشتركة
يشترك البلدان في عضوية مجموعة من المنظمات الدولية، منها:
| علم المنظمة | اسم المنظمة                        | تاريخ انضمام قيرغيزستان | تاريخ انضمام كوستاريكا |
| ----------- | ---------------------------------- | ----------------------- | ---------------------- |
|             | الاتحاد البريدي العالمي            | ?                       | ?                      |
|             | يونسكو                             | 2 يونيو 1992            | 19 مايو 1950           |
|             | البنك الدولي للإنشاء والتعمير      | 18 سبتمبر 1992          | 8 يناير 1946           |
|             | منظمة التجارة العالمية             | ?                       | ?                      |
|             | وكالة ضمان الاستثمار متعدد الأطراف | 21 سبتمبر 1993          | 8 فبراير 1994          |
|             | الاتحاد الدولي للاتصالات           | 20 يناير 1994           | 13 سبتمبر 1932         |
|             | منظمة الشرطة الجنائية الدولية      | ?                       | ?                      |
|             | مؤسسة التمويل الدولية              | 11 فبراير 1993          | 20 يوليو 1956          |
|             | الأمم المتحدة                      | 2 مارس 1992             | 2 نوفمبر 1945          |
|             | مؤسسة التنمية الدولية              | 24 سبتمبر 1992          | 30 يونيو 1961          |
|             | منظمة حظر الأسلحة الكيميائية       | ?                       | ?                      |

## وصلات خارجية
- موقع وزارة الخارجية الكوستاريكية